# 永田千秋
永田 千秋（ながた ちあき、1月2日生まれ、本名同じ）は、日本のイラストレーター。詠田千秋と表記する場合もある。静岡県菊川市在住。リアルイラストレーションを得意とする、ブックデザイナー、エディトリアルデザイナー、コラムニスト、ルポライターである。主に書籍カバーイラスト、書籍カットイラスト、アドバタイジングの場で活動している。人と動物との共生を啓蒙する動物愛護・動物保護の会の代表でもある。

## 経歴
次のような経歴を有する。
- 1998年、動物NPOテイルズ・アニマルコネクション発足。
- 2002年、有限会社テイルオブテイルズ設立。
  - 雑貨 寝狛屋、ペットセレモニー房の社開業。

## 装幀本
- カドカワノベルズ 『出雲信仰殺人事件』 吉村達也著
- ソノラマ文庫 『サラマンダー殲滅』上下 梶尾真治著
- ハヤカワ文庫 『オイルタンカー炎上す』 ブライアン・キャリスン著 後藤安彦訳
- ハヤカワ文庫 『チャイナドーン』上中下 ロバート・L・ダンカン著 高野裕美子訳
- ハヤカワ文庫 『デーモンナイト』上下 J・マイケル・ストラジンスキー著 小倉多加志訳
- ハヤカワ文庫 『マンティス』 K・W・ジーター著 猪俣美江子訳
- ハヤカワ文庫 『結晶する魂』 K・W・ジーター著 中村保男/岡安裕司訳
- ハヤカワ文庫 『縮みゆく人間』 リチャード・マシスン著 吉田誠一訳
- ハヤカワ文庫 『地球最後の男』 リチャード・マシスン著 田中小実昌訳
- ハヤカワ文庫 『夜明けのヴァンパイア』 アン・ライス著 田村隆一訳
- 角川文庫 『いろいろな目』 佐野洋著
- 角川文庫 『ジャングルの儀式』 大沢在昌著
- 角川文庫 『トワイライトアイズ』上下 クーンツ著 江一弘訳
- 角川文庫 『バスク真夏の死』 トレヴェニアン著 町田康子訳
- 角川文庫 『ひとりそしてそれだけ』  佐野洋著
- 角川文庫 『ベビーシッター』 アンドルー・コバーン著 山本檜美子・郷原宏訳
- 角川文庫 『永遠の闇に眠れ』 メアリー・H・クラーク著 山本留美子訳
- 角川文庫 『乾いた肌』 佐野洋著
- 角川文庫 『私刑執行人』 E・R・ジョンスン著 隅田たけ子訳
- 角川文庫 『白夜』 ドストエフスキー著 小沼文彦訳
- 実業之日本社 『好色天使』 富島健夫著
- 青樹社 『ぶっとばし刑事』 城戸禮著
- 創元ノヴェルス 『男たちのゲーム』 ピエール・サリンジャー&レナード・グロス著 古賀弥生訳
- 創元推理文庫 『サムシングブルー』 シャーロット・アームストロング著 森茂里訳
- 創元推理文庫 『フリーク』 マイクル・コリンズ著 木村仁良訳
- 創元推理文庫 『夏の記憶』 ピーター・ロビンスン著 幸田敦子訳
- 創元推理文庫 『罪深き眺め』 ピーター・ロビンスン著 幸田敦子訳
- 創元推理文庫 『呪い／犠牲者たち』 ボワロ&ナルスジャック著 大久保和郎訳
- 創元推理文庫 『水曜日の子供』 ピーター・ロビンスン著 幸田敦子訳
- 創元推理文庫 『鮮血色の夢』 マイクル・コリンズ著 木村仁良訳
- 創元推理文庫 『必然の結末』 ピーター・ロビンスン著 幸田敦子訳
- 創元推理文庫 『夢の棘』 ピーター・ロビンスン著 幸田敦子訳
- 創元推理文庫 『夜明け前の時』 シーリア・フレムリン著 押田由紀訳
- 早川書房 『ホワイトハウスの悪魔』 ローレンス・サンダース著 高野裕美子訳
- 早川書房 『悪魔と踊る』上下 カーク・ダグラス著 平井イサク訳
- 天山出版 『殺人者の愛しい唇』 和久峻三著
- 東京創元社 『フィーバードリーム』上下 ジョージ・R・R・マーティン著 増田まもる訳
- 東京創元社 『聖なる山の夜明け』 コリング・リーンランド著 佐藤高子訳
- 桃園文庫 『誘拐漂流』 小林久三著
- 徳間書店 『花咲村の惨劇』 吉村達也著
- 徳間書店 『殺意は馬にあり』 吉岡道夫著
- 徳間書店 『瀬戸大橋3.64秒の殺意]』  池田雄一著
- 二見書房 『ペテン師対USA』 レオン・ランカスター著 相原真理子訳
- 二見書房 『殺し屋魂は消えず』 ローレン・D・エルスマン著 染田屋茂訳
- 二見書房 『大統領執務室』 スティーブン・J・カーシュ著 戸田裕之訳
- 二見書房 『魔犬の復讐』 マイケル・ハードウィック著 中田耕治訳
- 廣済堂文庫 『黄金伝説殺人事件』 生田直親著
- 廣済堂文庫 『復讐は熱き殺意』 豊田行二著

## イラストレーション
- 朝日ソノラマ 『月刊獅子王』 「shishioh gallery 1 WILDERNESS　AREA」